# Claés Lindqvist
Claés Emil Lindqvist, född 21 juni 1898 i Östra Torsås, Småland, död 27 juni 1963 i Landvetter, var en svensk målare.
Lindqvist var som konstnär autodidakt och bedrev självstudier under studieresor till Tyskland. Hans konst består av porträtt och landskap i olja.